# 城井朋子
城井 朋子（きい ともこ、旧姓:加治屋、1973年6月19日 - ）は、日本のフリーアナウンサー。夫は立憲民主党衆議院議員の城井崇。血液型O型。

## 略歴
鹿児島県鹿児島市出身。お茶の水女子大学卒業。1997年にTXN九州（後のTVQ九州放送）にアナウンサーとして入社。

### TVQ時代
入社直後にお笑いコンビの海砂利水魚（後のくりぃむしちゅー）とバラエティ番組『海砂利水魚のふるさとBAN!BAN!』を担当。かなりのボケキャラぶりを披露し、上田晋也、有田哲平両名の格好のおもちゃとなった。
また、キー局テレビ東京の『出没!アド街ック天国』でTVQ周辺（博多）が紹介された際には、当時アド街を担当していた八塩圭子に対し、自らの「酒豪」をアピール（対する八塩もまた酒豪である為）した事もある。
21世紀に入った頃からは活動の軸足を報道へと移し、夕方のローカルニュースでキャスターを担当した他、土曜朝の経済情報番組『九州経済NOW』のキャスターをワンマンで担当。地上デジタル放送推進大使も務めた。

### TVQ退社・結婚後
2006年3月いっぱいで担当していた番組を全て降板（実際の退社は有給消化の関係で5月）、当時浪人中だった城井崇と結婚。その後娘を産んだ。
夫の浪人中は、城井が入社した当時のTVQの上司であった川上政行が主宰する福岡アナウンススクールの講師を務めたり、スポットの仕事をこなすなどして家計を支えた。

## TVQ時代の出演番組
- 海砂利水魚のふるさとBAN!BAN!
- ニュースアイ福岡
- 速ホゥ!FUKUOKA
- 九州経済NOW
- いつも心に太陽を